# Санта-Комба-Дан (район)
Санта-Комба-Дан (порт. Santa Comba Dão) — район (фрегезия) в Португалии, входит в округ Визеу. Является составной частью муниципалитета Санта-Комба-Дан. Находится в составе крупной городской агломерации Большое Визеу. По старому административному делению входил в провинцию Бейра-Алта. Входит в экономико-статистический субрегион Дан-Лафойнш, который входит в Центральный регион. Население составляет 3241 человек на 2001 год. Занимает площадь 11,21 км².